# وهب بن منبه
وَهْب بن مُنَبِّه (نسب: وهب بن منبِّه بن کامل بن سیج) تابعی، گزارش‌نویس و تاریخ‌نگار عربی یمنی فارسی‌اصل بود. به روایتِ سرگذشت‌های پیامبران (قصص الأنبیاء) و گزارش‌های نخستین (إخبار الأولین؛ یا آن چیزهایی که اسرائیلیات شناخته می‌شود) می‌پرداخت. مهمترین اثرش «الملوک المتوِّجه من حِمیَر و أخبارهم و قصصهم و قبورهم و أشعارهم (شاهان برخاسته از حمیری‌ها؛ خبرها و داستان‌ها و آرامگاه‌ها و شعرهایشان) می‌باشد.

## زندگی
در سال ۳۴ (قمری) در یمن به دنیا آمد و در سال ۱۱۴ (قمری) در صنعاء درگذشت.
گفته‌اند که بیشتر دانش وی از اسرائیلیات و صحیفه‌های اهل کتاب بود. وهب از ابوهریره، عبدالله بن عمر، عبدالله بن عمرو بن العاص و دیگران کسب دانش نمود و خود بیش از بیست شاگرد داشت. محمد بن جریر طبری داستان فریب خوردن آدم در بهشت را به نقل از وهب بن منبه آورده‌است که نمونه‌ای از نفوذ فرهنگ یهودی در منابع اسلامی است. عین همین مطلب در سفر تکوین تورات آمده‌است.
وهب می‌گفت: «عبدالله بن سلام، اعلم اهل زمان خویش بود و کعب الاحبار نیز اعلم اهل زمان خویش. آیا می‌دانید چه کسی دانش هر دوی آن‌ها را جمع کرده‌است»؟ منظور او خودش بود.
از محدثین طبقه دوم از همین ایرانیان یمن کسی که به عنوان راوی شهرت فراوان یافته و طبری در موارد بسیاری به ویژه در آنچه به ادیان و مذاهب ارتباط می‌یافته در تاریخ بزرگ خود از او روایت کرده وهب بن مُنبّه است.
طبری وهب را در شمار تابعین صحابه آورده و نسب او را چنین ذکر کرده: «وهب بن منبه بن کامل بن سَیح» و گوید او مردی بود از ابناء فارس که کسری آنها را برای جنگ با حبشی‌ها به یمن فرستاد. وهب با کنیه اباعبدالله خوانده می‌شد و کسی بود که کتب پیغمبران را خوانده بود و اخبار گذشتگان را می‌دانست. او و برادرانش در صنعا می‌زیستند، طبری وفات او را سال ۱۱۰ هجری و به روایتی سال ۱۱۴ هجری نوشته است. صاحب طبقات هم که وفات او را در سال ۱۱۰ و اول خلافت هشام بن عبدالملک نوشته، این را هم نوشته که هشام بر جنازه او نماز گزارد.
سه تن از برادران وهب را که طبری هم یاد کرده صاحب طبقات از محدثین طبقه دوم شمرده است، به این ترتیب:
همّام بن منبه
که از برادرش وهب بزرگتر بوده و چون ابوهریره را درک کرده بود از او بسیار روایت می‌کرد. او پیش از وهب درگذشت، در سال ۱۰۱ یا ۱۰۲ هجری، و کنیه‌اش ابوعقیه بود.
معقل بن منبه و عمر بن منبه
معقل هم که با کنیه ابوعقیل خوانده می‌شد و از وهب هم روایت می‌کرد، پیش از برادرش وهب درگذشت؛ و از برادرش عمر هم که کنیه‌اش ابومحمد بود روایاتی نقل شده است.